# Abáigar
Abáigar è un comune spagnolo di 99 abitanti situato nella comunità autonoma di Navarra, (Comunidad foral de Navarra).
Fa parte della comarca di Estella (Tierra Estella) e si trova in una piccola zona pianeggiante sulla riva destra del fiume Ega (con i piccoli affulenti del Montecicos e del Beajo), fiancheggiata da alture con abbondanti querce. Confina con i comuni di Murieta a nord, di Oco ad ovest, di Olejua a sud e di Igúzquiza e Villamayor de Monjardín ad est.
La prima attestazione risale al XIII secolo, in un testamento
Vi si trovano:
- una casa signorile di epoca barocca, fuori dell'abitato, degli inizi del XVIII secolo, con portale sormontato da un balcone in ferro battuto e scudo scolpito;
- la chiesa parrocchiale di San Vincenzo ("San Vincente"), che risale al XVII secolo e subì numerose modifiche nel secolo successivo.
- cappella di San Bartolomeo, una costruzione neoclassica del XIX secolo;
- cappella di San Michele Arcangelo, di origini romaniche, ma fortemente rimaneggiata.